# Lipomatosis encefalocraneocutánea
La lipomatosis encefalocraneocutánea, también llamada síndrome de Haberland, es una rara enfermedad congénita que afecta a diferentes órganos, principalmente cerebro, ojos y piel de la cabeza y la cara. Las lesiones son unilaterales.

## Clínica
Se caracteriza por la aparición de tumoraciones en diferentes órganos que se describen como hamartomas lipomatosos. Suele existir un área de alopecia unilateral extensa y nítida en la región frontal o frontoparietal.  Otros síntomas son déficit de agudeza visual por la existencia de coristomas y malformaciónes del sistema nervioso central, entre ellas porencefalia. La mayor parte de los pacientes presentan retraso mental y asimetría en la región cefálica.

## Historia
La primera descripción fue realizada en 1970 por Haberland y Perou.

## Frecuencia
Se han descrito menos de cien casos en todo el mundo. 

## Diagnóstico diferencial
El diagnóstico de esta entidad es difícil pues los síntomas pueden ser muy similares a los de otros síndromes neurocutáneos. Debe distinguirse del síndrome óculo-cerebro-cutáneo (síndrome de Delleman), síndrome de Sturge-Weber y síndrome de Proteus.